# 孟宏偉
孟 宏偉（もう こうい、簡体字中国語: 孟宏伟、拼音: Mèng Hóngweǐ、仮名転写:モン・ホンウェイ、1953年 - ）は、中華人民共和国の官僚、政治家。2016年11月より国際刑事警察機構（ICPO）総裁を務めたが、2018年10月7日付で辞任した。

## 経歴
1953年11月、中華人民共和国黒竜江省ハルビンに生まれ、北京大学法学部を卒業した。1975年6月に中国共産党に入党。卒業後中華人民共和国公安部に入り、公安部部長助理兼交通管理局局長に昇進、2004年には副部長となった。また、この年8月にはICPO中国局局長を兼務している。2012年には、国家海洋局副局長、中国海警局局長を兼務した。2016年11月10日、ICPO総会は全会一致で孟を国際刑事警察機構総裁に選出した。この際、台湾（中華民国）の参加申請がICPOから拒否された他、孟はチベット自治区での人権弾圧とパンチェン・ラマ10世の不審死や2015年の人権派弁護士の大量逮捕にも関わったと中国の反体制派から批判されていた人物であるため、孟の総裁就任にはアムネスティやヒューマン・ライツ・ウォッチなどからICPOの政治利用を懸念する声があがった。米国に事実上亡命した富豪・郭文貴の国際手配の際は中国による政治利用を指摘された。2017年9月に北京で開かれたICPO総会では習近平国家主席兼総書記とともに基調演説を行った。

## 失踪
2017年12月、国家海洋局副局長と中国海警局局長を解任され、2018年1月の第13期中国人民政治協商会議には選出されたものの、2018年4月には中国共産党公安委員会委員を解任された。

孟が最後に妻に送った刃物の絵文字

フランスから一時帰国中の2018年9月に消息不明となり、SNSや電話を通じた脅迫を受けていたことを知らされていた妻によりフランス当局に通報された。失踪直前には動物の画像と刃物の絵文字で家族に危険が迫っていることを知らせており、妻はフランス警察の保護下で顔を隠して会見に応じた。
失踪はフランス国内で発生したものではないと判断され、ICPOは両国間の問題として不干渉を表明する一方、中国政府に説明を要求した。10月7日に党中央規律検査委員会・国家監察委員会により取り調べ対象となっていることが明らかとなった後、辞任が伝えられた。中華人民共和国公安部は「反腐敗運動」の一環として「法律の前で特権や例外はないことを明確に示した」と述べるも、10日間超もICPOの照会を無視して辞任させた中国当局の国際基準から逸脱した恣意的な法執行が批判された。
2019年3月27日、中央規律検査委員会は収賄や職権乱用を含む違反行為を行ったとして孟を公職から追放し、党籍剥奪の上で刑事訴追することを発表した。同年6月20日、天津市で行われた公判で約1446万人民元の賄賂を受け取ったと指摘され、孟は事実であると認めた。
2020年1月21日に天津中級人民法院で収賄罪により懲役13年6月、罰金200万元の判決が出された。
なお、孟の妻はフランス政府により亡命を認められ、オランダのハーグの常設仲裁裁判所で孟を保護しなかったICPOを提訴した。